# Suchá dolina (javorová)
Suchá dolina polsky Dolina Sucha Jaworowa maďarsky Suhavőlgy, Szárazvölgy německy Suchatal, Dürrental, Dürres Tal se nachází v Javorové dolině ve Vysokých Tatrách. 

## Poloha
Suchá dolina je jedno orografické pravých horních údolí Javorové doliny mezi Suchým hřebenem, Ľadovým štítem a Zadným Ľadovým štítem, které jsou na hlavním hřebeni Vysokých Tater. Ústí doliny je ve výšce asi 1800 m n. m., její délka od dna Javorové doliny po závěr v nadmořské výšce asi 2140 m n. m. je 1,5 km.

## Název
V údolí teče potok Suchá voda, ale to jen v době jarního tání nebo po vydatných deštích. 

## Turistika
Dolina potoka Suchá voda není součástí přísně chráněné přírodní rezervace, ale přesto nevede přes ni ani k ní žádný turistický chodník. Vidět je ji možné z turistického chodníku, který vede Javorovou dolinou po  zelené značce na Sedielko ( polsky Lodową Przełęc
Od dávných dob ji navštěvovali jurgovští pytláci a hledači pokladů. Prvními turisty, kteří se v ní objevili byli Poláci Walen Gadowski s přáteli (13. července 1908). V zimě tu prvním turistou byl Polák Stanisław Krystyn Zaremba 30. - 31. března 1932.